# Erik Bagger
Erik Kristian Bagger (født 21. april 1949) er en dansk guldsmed, industriel designer, samt forretningsleder. Erik Bagger er særligt kendt for sine glasserier Grand Cru, Opera og Rosendahl, som samlet har omsat for ca. 8 mia. i Skandinavien gennem de seneste 25 år. Han er far til designeren Frederik Bagger. 

## Karriere
Erik Bagger blev udlært guldsmed i 1970 og fik efter endt læretid arbejde hos Georg Jensen. I 1998 etablerede han sig som selvstændig designer med selskabet Erik Bagger Design A/S. Samme år designede han Gaslampen til Louisianas 40 års jubilæum efter idé af stifteren Knud W. Jensen.
Erik Bagger A/S har bl.a. designet glas til Operaen i København samt Museum of Modern Art (MoMA), i New York. Han har solgt aktiemajorieten i Erik Bagger A/S til en kapitalfond.

### Samarbejde med familiemedlemmer
Erik Bagger arbejdede i en årrække sammen med sin søn Frederik Bagger i et fælles udviklingselskab og tegnestue, Erik Bagger Design A/S og en række andre selskaber. Deres partnerskab varede indtil Frederik startede sit eget firma i 2014.
Erik Bagger og hans medarbejder Caroline Torres designede i 2013 et skilt i anledningen af Den Lille Havfrues 100-års fødselsdag, der fortæller historien om Den Lille Havfrue. Samme år skabte Erik Bagger og Caroline Torres en møbelkollektion og etablerede i den forbindelse firmaet Erik Bagger Furniture A/S. I 2014 blev Erik Bagger gift med den 38 år yngre brasilianskfødte Caroline Torres, der i forbindelse med ægteskabet tog navnet Caroline Bagger.